# Robert Plant
Robert Anthony Plant, (West Bromwich, Egyesült Királyság, 1948. augusztus 20. –) hétszeres Grammy-díjas angol énekes, dalszövegíró, a Brit Birodalom Érdemrendje (CBE) tulajdonosa.
A Led Zeppelin tagjaként lett híres. Ismert erőteljes zenéjéről, nagy hangterjedelméről és misztikus szövegeiről. John Bonham halála után szólókarrierbe fogott, melynek során sok fajta stílusirányzatban kipróbálta magát.

## Pályafutása

### Korai évek
Robert Anthony Plant 1948. augusztus 20-án született West Bromwichban (Staffordshire), majd innen költözött be a család Kidderminsterbe. Édesapja építészmérnök, aki hamar eldöntötte, hogy egyetlen fiát Birminghambe íratja be gimnáziumba.
Az volt a tanáraim véleménye, hogy intelligens fiú voltam, de nem akartam igazán koncentrálni semmire. Úgy emlékszem magamra ezekből az időkből, amint rövidnadrágos kisgyerekként állok a tükör előtt és éneklem a "Hound Dog"-ot.". 13 éves voltam, amikor hirtelen megkedveltem a lányokat, és rájöttem, mit kell tennem, hogy ők is vonzónak találjanak. Először is megnövesztettem a hajamat. Amint leért a fülem alá, azonnal nyert ügyem volt náluk. Eszembe sem jutottak a leckék a következő 5 évben. Csak egy popzenekarhoz akartam csatlakozni. De apám azt mondta: visszamész a gimnáziumba, vagy nem látod többet felkelni a Napot! Így aztán villámgyorsan letettem a 11+ vizsgát (A középiskolai vizsgák magasabb fokozata, egyetemi előkészítőnek felel meg), és részemről ezzel be is fejeződött! Tudtam, hogy nagyon neheztelni fognak rám a szüleim, de megmondtam nekik, hogy zenész akarok lenni. Ekkor távolodtunk el egymástól apámmal, és ez később még csak tovább mélyült. 16 éves voltam, amikor eljöttem otthonról és elkezdődött az én igazi iskolám. A zenélés hajtott bandától bandáig, egyre jobban belemerültem a bluesba, és másféle zenét is rengeteget hallgattam.
Robert több zenekarban is próbálkozott ez idő tájt.Énekelt a Black Countryban, a New Memphis Bluesbakersben, a Black Snake Moanban, a Delta Blues Bandben, a Crawling King Snakesben (először együtt John Bonhammel). Robert Plant végül átbotladozott a zenészkarrierjét hátráltató körülményeken és elindult a saját útján. 1966-ban egykori iskolatársával John Bonhammel megalapította zenekarát, a Band of Joyt.
West Coast- és bluesalapú zenét játszottunk. Fantasztikus gitárosunk volt, Kevyn Gammond, és az egész zenekar nagyon kreatív volt. Sokféle zenét hallgattunk, pl. az Animalst és a Yardbirdst. De leginkább a Moby Grape első albuma, Buffalo Springfield és a fantasztikus Jefferson Airplane hatott ránk.
1968 elején felléptek a Marquee-klubban Londonban és eljutottak Norvégiába, Tromsøbe, az északi sarkkörön fekvő városba, ahol a helyi hotelben játszottak. A kiugrás azonban nem sikerült, így hamarosan feloszlottak, Bonham és Robert útjai rövid időre elváltak. Plant új zenekart hozott össze, a Hobbstwidle-t.

### Led Zeppelin
Jimmy Page '68  nyarán szervezte új zenekarát, melybe Terry Reidet akarta megnyerni énekesnek. Ő azonban a Twiddle sikoltozóját ajánlotta maga helyett. Ex-yardbirdsös társa, Chris Dreja és a menedzser Peter Grant kíséretében Jimmy Page személyesen ment le Birminghambe, ahol Plant a Tanárképző Főiskolán játszott aznap éjszaka a Hobbstwiddle-lel. Page-re nagy hatással volt az énekes és azonnal meghívta az elszegényedett Plantet elegáns, a Temze partján horgonyzó Pangbourne nevű lakóhajóra, hogy tovább ismerkedjenek.
Rögtön tudtam, hogy jó dolog sülhet ki abból, amit most csinálunk! Lemezeket hallgattunk, és arról beszélgettünk, hogyan látjuk a helyzetünket, a lehetőségeinket. Ekkor hallgattuk Muddy Waterstől a "You Shook Me"-t, a "Babe, I'm Gonna Leave You"-t Joan Baeztől - mindkettő nagyon tetszett nekünk - és a Fairport Conventiont.
Ez volt az az egymásra találás, amely évtizedek múlva is hatással volt a rockzenére, és amely elindított egy legendás barátságot és alkotótársi kapcsolatot.

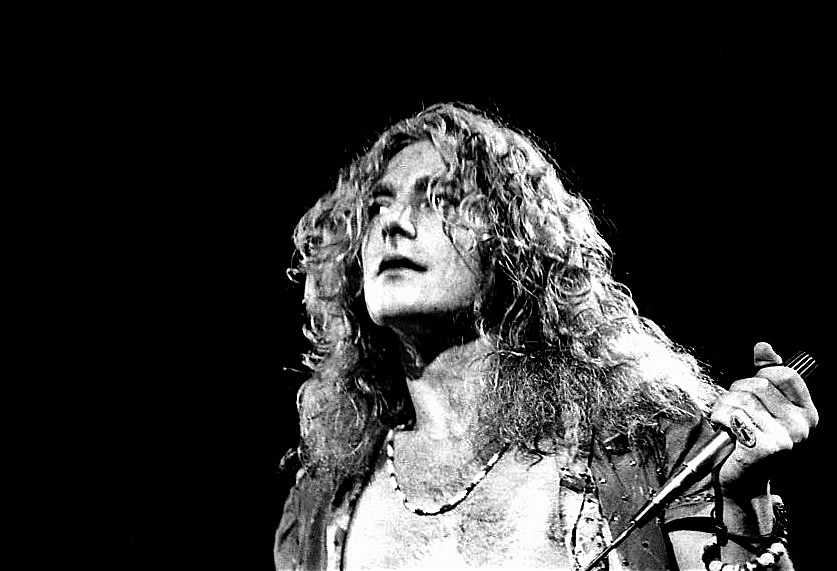
Robert Plant 1973-ban

A Led Zeppelinben együtt töltött 12 évük és az 1990-es évekbeli közös munkáik, illetve szólólemezeik és mással készült albumaik összevetése azt sugallja: egymás nélkül olyanok, mint a félkarú óriás, mint a törött szárnyú madár. Együtt pedig "olyanok a színpadon, mint két lobogó örömtűz, mint két lángoló máglya!" – írta 1998-as turnéjuk egyik méltatója.
A Led Zeppelin tagja lett, amely még Yardbirds néven teljesítette a korábban lekötött skandináv turnét, azután pedig elkezdte saját pályafutását. Plant még ebben az évben, november 9-én megházasodott, majd rövidesen apa lett.
Robert a zenekarba kerülve rövid idő alatt tündökletes pályát futott be. A rockénekes archetípusa lett, a sztárok között is az egyik legnagyobb sztár. A zenekar légköre és a gyorsan jött szédületes sikerek szárnyakat adtak az egyébként sem gátlásos fiatalembernek.
A dupla DVD felvételeit nézve különösen szembetűnő, ahogyan Robert Plant "lábra kap", és ráérez az énekes-frontember szerepre.
A Dán Rádió koncertjén 1969-ben, még nyurga kamaszként téblábol a mikrofon előtt, egyik lábáról a másikra billen, lábujjhegyen tétovázik, a kezei folyton útban vannak. Az 1970 januári, Royal Albert Hall-beli koncerten már lényegesen oldottabb, de felszabadultnak, fesztelennek még ekkor sem lehet nevezni színpadi mozgását.
Az 1973-as Madison Square Garden-beli koncerten viszont már teljes fegyverzetében csillog a rockzene egyik legnagyobb hatású énekese. Azt még az ellenségei sem vonták kétségbe: a hangja egészen páratlan, az előadásmódja, az éneklés átéltsége, személyessége lenyűgöző. Ám ezt a rakás kivételességet még megfejelte lélegzetelállító megjelenése. A jól fésült és rendesen öltözött Beatles-ek után, a hibbantnak vagy magamutogató majomnak látszó, bármit magukra aggató 1970-es évekbeli rockerek között Robert Plant felhúzta feszes, a csípője csontját is alig takaró farmernadrágját, kigombolta virágos ingét – és a lábai előtt hevert a nőnemű koncertlátogató közönség. Megveszekedett utánzója, David Lee Roth, őrült igyekezetében, hogy Plant után betöltse a szexszimbólum megüresedett trónját, szinte egy komplett orális aktust lebonyolított egyik klipjében.
Különleges kisugárzására hamar felfigyelt a korabeli média, s a jelzők, amelyekkel teleaggatták őt, jól idézik azt az elragadtatást, amely megjelenését övezte: 
| „                          | Görög szőke isten; viking; preraffaelita; reneszánsz trubadúr; Botticelli-fej. | ” |
| – G.N.L.: id. mű. 81. old. |                                                                                |   |

Plant szerencsére a helyén kezelte a félisten-státuszt:

| „                             | Azt mondták rólam, hogy szexuális fény vagyok. Néhány hónappal ezelőtt még ismeretlen énekes voltam, most meg már a jövő szexszimbólumának neveznek. Nem rossz. Meg kell vallanom, nem tudom, mit értenek az emberek pontosan szexszimbólum alatt. Kár, hogy ezt az egészet nem lehet igazán komolyan venni, mivel csupán a sajtó találta ki. A popvilágban, ahol mindent felfújnak, és ahol minden irreális, soha nem tudhatja senki, hogy egyik napról a másikra mi fog történni. | ” |
| – G.N.L.: id. mű, 81-82. old. | |   |

Plantet temperamentuma, személyisége is alkalmassá tette a zenekari frontember szerepkörre. Jó humorú, harsány, élénken gesztikuláló nagy mesélő, aki minden körülmények között hamar a társaság középpontjává válik. Érdekes módon a zenekarról készült képeken – leszámítva persze a koncertfotókat – inkább befelé forduló, elgondolkodó portré rajzolódik ki róla. Míg a "nagy hallgatag", az "emberkerülő remete" hírében álló Jimmy Page többnyire teli szájjal nevet, de legalábbis mosolyog a fotók túlnyomó többségén.
Robert Plant kivételes képességei és sokoldalúsága persze nem volt kuriózum ebben a zenekarban. Ennek ellenére (négyük szoros összetartozásán túl) pótolhatatlanságát bizonyítja, hogy a zenekar puszta létét, jövőjét is veszélyeztetve éveket vártak rá akkor, amikor magánéletének tragédiáin kellett túljutnia.
1975 nyarán, Robert Rodoszon nyaralt feleségével, két gyermekével és Jimmy Page Scarlet nevű lányával, amikor súlyos autóbalesetet szenvedtek. Robertnek eltört mindkét bokája, az egyik könyöke; felesége koponyatörés miatt napokig kómában feküdt, a gyerekek pedig könnyebb sérüléseket szenvedtek. Teljes felépülése csaknem másfél évig tartott. Eközben készítettek egy lemezt (Presence), bemutatták filmjüket (The Song Remains the Same) – de nem koncerteztek, egészen 1977 áprilisáig. Alig 4 hónap múlva, miközben Amerikában turnéztak, Karac Pendragon kórházba került. Plant azonnal hazarepült, de amikorra Londonba ért, kisfia meghalt. Robert a gyászév alatt nem jelent meg a nyilvánosság előtt, Jimmy egyszer szerepelt egy jótékonysági koncerten, Jones és Bonzo teljesen visszavonult. Szinte napra pontosan két évvel a tragédia után tértek vissza a színpadra. Bonzo egy év múlva meghalt; őt sem akarták pótolni senkivel – a zenekar megszűnt.

### Szólókarrier (1982-től napjainkig)
1980-ban a Led Zeppelinnel való szakítás után Plant sikeres szóló karriert kezdett, amely első albuma a Pictures at Eleven 1982-ben. Ezt egy évvel később követte a második album, a The Principle of Moments. Ebből az időszakból a népszerűbb dalai a Big Log (Top 20, 1983-ban), a Moodman (1984), a Little by Little (1985), a Tall Cool One (Top 25, 1988-ban) és az I Belive (1993), amely elhunyt fiának Karacnek írt és ajánlott dal.
1984-ben Plant megalakította a The Honeydrippers formációt Jimmy Page és Jeff Beck közreműködésével. Phil Philips Sea of Love című számának feldolgozásával harmadik helyen szerepeltek a listákon, a Rockin in Midnight című számmal egyetemben. Plant ennek az időszaknak a nagy részén keresztül kerülte a Led Zeppelin dalok előadását.
Ritka alkalmakkor Plant fellépett a Led Zeppelin mindkét életben maradt tagjával. Ezek egyike volt az 1985-ös Live Aid szereplés Philadelphiában (a koncerten Phil Collins és Tony Thompson ült a doboknál). 1989-ben az Atlantic Records 40. évfordulóján ismét összeállt a Zeppelin, majd 1995-ben, amikor az együttest felavatták a Rock And Roll Hall of Fame-ben. Utoljára 2007. december 10-én léptek együtt színpadra az Atlantic Records elhunyt elnökének Ahmet Ertegünnek a tiszteletére. Az utolsó három alkalommal Bonham fia Jason ült a doboknál. Plant, Jones és Page megjelent Jason esküvőjén is 1990-ben.
Az 1980-as évek második felében és az 1990-es évek elején Plant három szóló albumot írt a billentyűs/dalszövegíró Phil Johnstonnal: ezek a Now and Zen, a Manic Nirvana és a Fate of Nations (Máire Brennan a Clannad énekesével együttműködve). Johnstone volt aki rábeszélte Plantet arra, hogy Zeppelin dalokat is játszanak a koncertjeiken, aminek Plant gyakran ellen állt, mert nem akarta hogy örökké csak a Led Zeppelin énekesének tartsák számon. Plant a Zeppelin után először az Outrider című albumon működött újra együtt Jimmy Page-dzsel. Ezután jött a 90 perces MTV koncert, amiből elkészült a No Quarter: Jimmy Page and Robert Plant Unledded. A koncert sikerének köszönhetően világkörüli turnéra indultak, a felvételek videón is megjelentek. Később Plant és Page együtt készítették a Walking into Clarksdale című albumot, amely már a páros teljesen új zenei anyaga. Az albumot közös turné követte. 1999-ben zárult le az együttműködésük, amikor Plant inkább a Priory of Brion nevű zenekarával lépett fel számos kicsi helyen.
2002-ben az új zenekarával a Strange Sensationnal Plant kibocsátott egy széles körben lelkesen fogadott gyűjteményt (Dreamland) javarészt blues és folk dalok feldolgozásával. A következő albumuk a Mighty ReArranger (2005), ellentétben a Dreamlanddel új, eredeti dalokat tartalmaz. Mindkettőt Plant szólókarrierjének legjobb albumainak tartják, négy Grammy-jelölést kapott értük, kettőt 2003-ban és kettőt 2006-ban.
A Led Zeppelin korábbi tagjaként Jimmy Page-dzsel és Jonh Paul Jonesszal egyetemben Plant 2006-ban megkapta a Grammy Életmű Díjat. 2005-ben pedig Polar Music Díjban részesült. Plant még mindig aktívan turnézik. A koncertjein megszólal a legutóbbi, valamint régebbi szólóanyagai mellett sok Led Zeppelin kedvenc is, gyakran új és kiterjesztett elrendezésekkel.
2006-ban megjelent a Soundstage: Robert Plant and the Strange Sensation című DVD, amely a Strange Sensation 2005. szeptember 16-án Chicagóban a Soundstage stúdióban tartott előadása.
A szólómunkájából egy terjedelmes boxset jelent meg Nine Lives címmel 2006 novemberében, amely az összes szólóalbumát tartalmazza különféle b-oldalakkal, demókkal, és koncert felvételekkel bővítve. A kiadás tartalmaz egy DVD-t is. A kiadványból megismerhető egész szóló pályafutása.
Nemrég Plant Alison Krauss bluegrass csillaggal dolgozott együtt. Közös albumuk a Raising Sand, 2007. október 23-án jelent meg a Rounder Records kiadásában. Az album, amit Nashville-ben és Los Angelesben vettek fel T-Bone Burnett vezetésével, kevésbé ismert blues és folk dalokat tartalmaz. Az eredeti előadók Mel Tillis, Townes Van Zandt, Gene Clark, Tom Waits, Doc Watson, Milton Campbell, és az Everly Brothers.

## Magánélete
Robert Plant 1968. november 9-én házasodott meg Maureen Wilsonnal. A házasságban három gyermek született: egy lány, Carmen Jane (sz. 1968) (férje, Plant korábbi basszusgitárosa, Charlie Jones);  két fiú, Karac Pendragon (1972–1977) (vírusfertőzésben halt meg) és Logan Romero (sz. 1979). 1993-ban mondták ki a válást. Plantnek még van egy fia, Jordan.
2009. augusztus 14-én kiderült, hogy Plant lesz a Wolverhampton Wanderers angol labdarúgócsapat alelnöke.
A The Sunday Times szerint Plant vagyona 80 millió font.

## Hatása
Robert Plant hangja és énektechnikája a korszak többi vezető rockénekeseihez (pl.  John Lennon, Paul McCartney, Mick Jagger) képest egy újszerű, erőteljesebb irányzatot képviselt, amely meghatározóvá vált a Led Zeppelin egyedülálló hangzásában. Plant éneklési stílusa, és hangja egyaránt különleges volt. Hangfaja tenor, de  hangterjedelmét képes volt felfelé jelentősen növelni az ún. sikítással (melynek az énekes a hangszálcsomóját is köszönhette), ami sok Led Zeppelin dalban megfigyelhető, mint például a Communication Breakdown, a Dazed and Confused, a Since I've Been Loving You és a Whole Lotta Love. Plant az 1970-es években minden idők legjelentősebb rockénekeseinek egyike lett. A stílusát sokan kedvelik és kortársai közül is sokakra hatást gyakorolt. Ilyen Steven Tyler, Paul Stanley, Freddie Mercury, Ann Wilson, Bon Scott, Geddy Lee, David Coverdale, Robin Zander, de a későbbi rockénekeseket is inspirálta: Jeff Buckley, Brian Johnson, Axl Rose, Eddie Vedder, Chris Cornell, Koshi Inaba, Chris Robinson, Shannon Hoon, Andrew Stockdale és Justin Hawkins.
Plantet a Hit Parader magazin az 1. helyre sorolta a Minden idők legjobb metal énekesei listáján. a Rolling Stone magazin Minden idők 100 legnagyobb énekese listáján a 15. helyen végzett.  A Roadrunner  Minden idők 50 legnagyobb frontembere listáján az 1. helyen végzett. 2009-ben a Planet Rock szavazásán megválasztották a legjobb hangnak a rock történelmében. Plantet kitüntették a Brit Birodalom Érdemrendjével (CBE) a populáris zenében elért kitűnő tevékenységéért. Nyolcadik lett a Q Magazin ’’100 Legnagyobb Énekes’’ listáján.

## Dalszövegei
Robert azonban nem csupán énekese és emblematikus figurája volt a zenekarnak, hanem szövegírója is. S bár összes versei eleddig nem jelentek meg díszes kötetekben, dalszövegei erősen hozzájárulnak a Led Zeppelin senki mással össze nem téveszthető, egyéni hangjához. Page és Plant rendkívüli egymásra hangoltságát közös kulturális gyökereik, azonos, vagy egymáshoz nagyon közelálló érdeklődésük alapozta meg. Page az írásbeliség előtti korok és a középkor szenvedélyes bogarászója, a kelta hagyományok elmélyült ismerője, az okkultizmus (a hivatalos egyházi állásponttal szembehelyezkedő, éppen ezért le nem írt, a beavatottak számára is csak szóban hagyományozódó tanok) híve, aki a misztikumnak nagy teret enged mindennapi életében is.
Plant szintén a kelta, valamint az északi germán történelem, mítoszok és művészet lelkes híve, olvasója, Tolkien Gyűrűk Urájának első számú rajongója. Olyannyira, hogy magánéletét át- meg átszövik az ezekkel való azonosulás jelei. Fia, Karac Pendragon, illetve zenekara, a Hobbstwiddle név választásától, karperecei motívumain, farmja kialakításán, a The Song Remains the same film klipjén keresztül dalszövegeiig (Immigrant Song, Ramble On, The Battle of Evermore, Stairway to Heaven) számos esetben találkozhatunk ezekkel a motívumokkal. A kelta hagyománnyal való azonosulás, e hagyomány legfőbb letéteményesének és terepének, Wales szeretete zenéjük számos elemében megmutatkozik. A mandolin használata, a furulya, a síp hangja Jones orgonáján, a walesi és skót folk-zenei elemek beszövése zenéjükbe, a személyes elköteleződés kinyilvánítása, valamint a szövegek mitikus elemei erőteljes színfoltjait adják portréjuknak. Egyben az Arthur-mondakör utáni leghatásosabb, világméretű propagandája egy ősi, de ma is élő kicsi nép identitásának, kultúrájának.
Közös mítoszaikon túl mindkettőjükre jellemző – s különösen a zenekar második periódusában, az 1975-1980 közötti években egész munkásságukról elmondható -, hogy a nagy, a végső kérdések foglalkoztatták őket. A "mi végre vagyunk a világon?", a születés, az élet, a halál, a barátság, a szerelem, a szabadság.
Mindezek mellett magánéletük motívumai is megjelentek szövegeikben. A Bron-Yr-Aur Stompot Robert kutyája, Strider ihlette, a Tangerine-t Page egy hosszú kapcsolatának megszakadása után írta, a Tea for One Plant feleségéhez szól, s olyannyira személyesnek tartotta, hogy koncerten elő sem adták. A Ten Years Gone egy korábbi szerelem emléke, a Kashmir kelet-imádatuk lenyomata, az Achilles Last Stand az 1975-ös, dupla bokatöréssel (és ezzel a zenekar veszélybe kerülésével) járó rodoszi autóbaleset és a legnagyobb görög hős történetének párhuzama, a That's the Way személyes állásfoglalásuk az emberi szabadság mellett, mindenfajta megkülönböztetés ellen. Az All my Love érzelem teli, a Going to California önironikus portré, s a How Many More Times egy sorába Robert még a nevét is becsempészte: "Little Robert Anthony wants to come and play".

## Szólóalbumok
| Megjelent          | Album                                                    | Közreműködők        |
| ------------------ | -------------------------------------------------------- | ------------------- |
| 1982. június 28.   | Pictures at Eleven                                       |                     |
| 1983. július 11.   | The Principle of Moments                                 |                     |
| 1984. november 12. | The Honeydrippers: Volume One (EP)                       | Jimmy Page és mások |
| 1985. május 20.    | Shaken 'n' Stirred                                       |                     |
| 1988. február 29.  | Now and Zen                                              |                     |
| 1990. március 19.  | Manic Nirvana                                            |                     |
| 1993. május 25.    | Fate of Nations                                          |                     |
| 1994. október 14.  | No Quarter: Jimmy Page and Robert Plant Unledded         | Jimmy Page          |
| 1998. április 21.  | Walking into Clarksdale                                  | Jimmy Page          |
| 2002. július 26.   | Dreamland                                                |                     |
| 2003. november 4.  | Sixty Six to Timbuktu                                    |                     |
| 2005. április 25.  | Mighty ReArranger                                        |                     |
| 2006. október      | Soundstage: Robert Plant and the Strange Sensation (DVD) |                     |
| 2006. november 21. | Nine Lives                                               |                     |
| 2007. október 23.  | Raising Sand                                             | Alison Krauss       |